# Uomini coraggiosi (film 1950)
Uomini coraggiosi è un film del 1950 diretto da Konstantin Judin.